# مرحله مقدماتی جام جهانی فوتبال ۲۰۱۸ (آسیا)

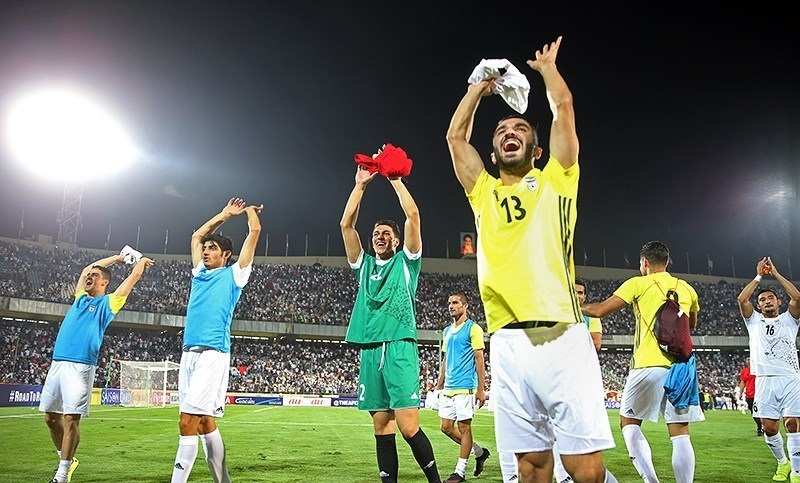
صعود ایران به حام جهانی ۲۰۱۸ روسیه

مرحله مقدماتی جام جهانی فوتبال ۲۰۱۸ (آسیا) مسابقاتی از سری مسابقات مقدماتی جام جهانی فوتبال ۲۰۱۸ بود که در چهار مرحله برگزار شد و از طریق آن تیم‌های عضو کنفدراسیون فوتبال آسیا در جام جهانی فوتبال ۲۰۱۸ نیز شناخته شدند. قارهٔ آسیا ۴ونیم سهمیه برای مسابقات جام جهانی فوتبال ۲۰۱۸ داشت.
بنا بر پیشنهاد کمیته اجرایی کنفدراسیون فوتبال آسیا، مرحله مقدماتی جام جهانی ۲۰۱۸ با مرحله مقدماتی جام ملت‌های آسیا ۲۰۱۹ که با ۲۴ تیم برگزار می‌شود، ادغام گردید. بنابراین دو دور اول مقدماتی جام جهانی ۲۰۱۸ نیز به عنوان بخشی از مقدماتی جام ملت‌های آسیا ۲۰۱۹ محسوب شد.

## ساختار
- دور اول: ۱۲ تیم (تیم‌های ردهٔ ۳۵ تا ۴۶ آسیا) به صورت رفت و برگشت با یک‌دیگر دیدار می‌کنند و ۶ تیم برنده به دور دوم راه پیدا می‌کنند.
- دور دوم: ۴۰ تیم (تیم‌های ردهٔ ۱ تا ۳۴ آسیا و شش تیم برنده دور اول) در هشت گروه پنج تیمی قرار می‌گیرند و به صورت رفت و برگشت به مصاف یک‌دیگر می‌روند. تیم‌های اول هر گروه و چهار تیم دوم برتر گروه‌ها، به دور سوم مقدماتی جام جهانی ۲۰۱۸ و جام ملت‌های آسیا ۲۰۱۹ راه پیدا می‌کنند.
- دور سوم: ۱۲ تیم که از مرحله دوم صعود کرده‌اند، در دو گروه شش تیمی قرار می‌گیرند و به صورت رفت و برگشت با یک‌دیگر به رقابت می‌پردازند. تیم‌های اول و دوم هر گروه به طور مستقیم به مسابقات جام جهانی ۲۰۱۸ صعود می‌کنند. تیم‌های سوم این دو گروه در دور چهارم با یک‌دیگر رقابت می‌کنند.
- دور چهارم: ۲ تیم سوم گروه‌ها در دور سوم، به صورت رفت و برگشت با یک‌دیگر رقابت می‌کنند. برندهٔ دور چهارم نیز در مرحلهٔ پلی‌آف بین‌قاره‌ای حضور پیدا می‌کند و در صورت پیروزی برابر حریف خود به جام جهانی ۲۰۱۸ راه پیدا می‌کند.

بهترین ۲۴ تیم حذف شده در دور دوم، شانسی برای حضور در جام جهانی ۲۰۱۸ نخواهند داشت و برای حضور در جام ملت‌های آسیا ۲۰۱۹، در دور سوم مقدماتی جام ملت‌های آسیا ۲۰۱۹ و در شش گروه چهار تیمی قرار می‌گیرند. (دور سوم مقدماتی جام ملت‌های آسیا ۲۰۱۹ با دور سوم مقدماتی جام جهانی ۲۰۱۸ متفاوت می‌باشد)

## تیم‌ها
۴۶ تیم در مرحله مقدماتی جام جهانی فوتبال ۲۰۱۸ (آسیا) حضور دارند. رده‌بندی زیر بر طبق رده‌بندی جهانی فیفا در ژانویه ۲۰۱۵ می‌باشد.
| حضور از دور دوم (رده‌های ۱ تا ۳۴ آسیا) | حضور از دور دوم (رده‌های ۱ تا ۳۴ آسیا) | حضور از دور اول (رده‌های ۳۵ تا ۴۶ آسیا) |
| --- | --- | --- |
| 1. ایران (۵۱) 2. ژاپن (۵۴) 3. کرهٔ جنوبی (۶۹) 4. ازبکستان (۷۱) 5. امارات متحدهٔ عربی (۸۰) 6. قطر (۹۲) 7. عمان (۹۳) 8. اردن (۹۳) 9. چین (۹۶) 10. استرالیا (۱۰۰) 11. عربستان سعودی (۱۰۲) 12. بحرین (۱۱۰) 13. عراق (۱۱۴) 14. فلسطین (۱۱۵) 15. لبنان (۱۲۲) 16. کویت (۱۲۵) 17. فیلیپین (۱۲۹) | 1. مالدیو (۱۳۱) 2. ویتنام (۱۳۳) 3. تاجیکستان (۱۳۶) 4. برمه (۱۴۱) 5. افغانستان (۱۴۲) 6. تایلند (۱۴۴) 7. ترکمنستان (۱۴۷) 8. کرهٔ شمالی (۱۵۰) 9. سوریه (۱۵۱) 10. قرقیزستان (۱۵۲) 11. مالزی (۱۵۴) 12. هنگ کنگ (۱۵۶) 13. سنگاپور (۱۵۷) 14. اندونزی (۱۵۹) 15. لائوس (۱۶۰) 16. گوآم (۱۶۱) 17. بنگلادش (۱۶۵) | 1. هند (۱۷۱) 2. سری‌لانکا (۱۷۲) 3. یمن (۱۷۶) 4. کامبوج (۱۷۹) 5. تایوان (۱۸۲) 6. تیمور شرقی (۱۸۵) 7. نپال (۱۸۶) 8. ماکائو (۱۸۶) 9. پاکستان (۱۸۸) 10. مغولستان (۱۹۴) 11. برونئی (۱۹۸) 12. بوتان (۲۰۹) |

## تقویم مسابقات
| دور     | روز مسابقه    | تاریخ                             |
| ------- | ------------- | --------------------------------- |
| دور اول | بازی اول      | ۱۲ مارس ۲۰۱۵ - (۲۱ اسفند ۱۳۹۳)    |
| دور اول | بازی دوم      | ۱۷ مارس ۲۰۱۵ - (۲۶ اسفند ۱۳۹۳)    |
| دور دوم | روز مسابقه ۱  | ۱۱ ژوئن ۲۰۱۵ - (۲۱ خرداد ۱۳۹۴)    |
| دور دوم | روز مسابقه ۲  | ۱۶ ژوئن ۲۰۱۵ - (۲۶ خرداد ۱۳۹۴)    |
| دور دوم | روز مسابقه ۳  | ۳ سپتامبر ۲۰۱۵ - (۱۲ شهریور ۱۳۹۴) |
| دور دوم | روز مسابقه ۴  | ۸ سپتامبر ۲۰۱۵ - (۱۷ شهریور ۱۳۹۴) |
| دور دوم | روز مسابقه ۵  | ۸ اکتبر ۲۰۱۵ - (۱۶ مهر ۱۳۹۴)      |
| دور دوم | روز مسابقه ۶  | ۱۳ اکتبر ۲۰۱۵ - (۲۱ مهر ۱۳۹۴)     |
| دور دوم | روز مسابقه ۷  | ۱۲ نوامبر ۲۰۱۵ - (۲۱ آبان ۱۳۹۴)   |
| دور دوم | روز مسابقه ۸  | ۱۷ نوامبر ۲۰۱۵ - (۲۶ آبان ۱۳۹۴)   |
| دور دوم | روز مسابقه ۹  | ۲۴ مارس ۲۰۱۶ - (۵ فروردین ۱۳۹۵)   |
| دور دوم | روز مسابقه ۱۰ | ۲۹ مارس ۲۰۱۶ - (۱۰ فروردین ۱۳۹۵)  |

| دور       | روز مسابقه    | تاریخ                             |
| --------- | ------------- | --------------------------------- |
| دور سوم   | روز مسابقه ۱  | ۱ سپتامبر ۲۰۱۶ - (۱۱ شهریور ۱۳۹۵) |
| دور سوم   | روز مسابقه ۲  | ۶ سپتامبر ۲۰۱۶ - (۱۶ شهریور ۱۳۹۵) |
| دور سوم   | روز مسابقه ۳  | ۶ اکتبر ۲۰۱۶ - (۱۵ مهر ۱۳۹۵)      |
| دور سوم   | روز مسابقه ۴  | ۱۱ اکتبر ۲۰۱۶ - (۲۰ مهر ۱۳۹۵)     |
| دور سوم   | روز مسابقه ۵  | ۱۵ نوامبر ۲۰۱۶ - (۲۵ آبان ۱۳۹۵)   |
| دور سوم   | روز مسابقه ۶  | ۲۳ مارس ۲۰۱۷ - (۳ فروردین ۱۳۹۶)   |
| دور سوم   | روز مسابقه ۷  | ۲۸ مارس ۲۰۱۷ - (۸ فروردین ۱۳۹۶)   |
| دور سوم   | روز مسابقه ۸  | ۱۳ ژوئن ۲۰۱۷ - (۲۳ خرداد ۱۳۹۶)    |
| دور سوم   | روز مسابقه ۹  | ۳۱ اوت ۲۰۱۷ - (۹ شهریور ۱۳۹۶)     |
| دور سوم   | روز مسابقه ۱۰ | ۵ سپتامبر ۲۰۱۷ - (۱۴ شهریور ۱۳۹۶) |
| دور چهارم | بازی اول      | ۵ اکتبر ۲۰۱۷ - (۱۳ مهر ۱۳۹۶)      |
| دور چهارم | بازی دوم      | ۱۰ اکتبر ۲۰۱۷ - (۱۸ مهر ۱۳۹۶)     |

## مرحله اول
قرعه‌کشی دور اول در تاریخ ۱۰ فوریه ۲۰۱۵ (۲۱ بهمن ۱۳۹۳) در کوالالامپور، مالزی برگزار گردید.

### سیدبندی
سیدبندی تیم‌های دور اول بر طبق رده‌بندی جهانی فیفا در ژانویه ۲۰۱۵ انجام گرفت.
۱۲ تیم در ۲ گلدان ۶ تیمی قرار گرفتند. تیم‌های رتبهٔ ۳۵ تا ۴۰ آسیا در گلدان A و تیم‌های رتبهٔ ۴۱ تا ۴۶ در گلدان B قرار گرفتند.
| گلدان A                                                                                         | گلدان B                                                                                         |
| ----------------------------------------------------------------------------------------------- | ----------------------------------------------------------------------------------------------- |
| 1. هند (۱۷۱) 2. سری‌لانکا (۱۷۲) 3. یمن (۱۷۶) 4. کامبوج (۱۷۹) 5. تایوان (۱۸۲) 6. تیمور شرقی (۱۸۵) | 1. نپال (۱۸۶) 2. ماکائو (۱۸۶) 3. پاکستان (۱۸۸) 4. مغولستان (۱۹۴) 5. برونئی (۱۹۸) 6. بوتان (۲۰۹) |

### مسابقات
از مجموع ۱۲ تیم دور اول، ۶ تیمی که در مجموع دو بازی رفت و برگشت به برتری رسیدند، به دور دوم صعود کردند.
| تیم ۱      | نتیجه‌نهایی | تیم ۲    | بازی رفت | بازی برگشت |
| ---------- | ---------- | -------- | -------- | ---------- |
| هند        | ۲–۰        | نپال     | ۲–۰      | ۰–۰        |
| یمن        | ۳–۱        | پاکستان  | ۳–۱      | ۰–۰        |
| تیمور شرقی | ۰–۶        | مغولستان | ۰–۳      | ۰–۳        |
| کامبوج     | ۴–۱        | ماکائو   | ۳–۰      | ۱–۱        |
| تایوان     | ۲–۱        | برونئی   | ۰–۱      | ۲–۰        |
| سری‌لانکا   | ۱–۳        | بوتان    | ۰–۱      | ۱–۲        |

- تیمور شرقی در بازی اول با نتیجهٔ ۴–۱ و در بازی دوم با نتیجهٔ ۱–۰ در مقابل مغولستان در مجموع با نتیجهٔ ۵–۱ به برتری دست یافت و به دور بعد صعود کرد، اما در تاریخ ۱۲ دسامبر ۲۰۱۷، فیفا هر دو بازی را به دلیل استفاده تیمور شرقی از بازیکنان غیرمجاز، با نتیجهٔ ۳-۰ به سود مغولستان اعلام کرد. با این حال از آنجایی‌که مدت زیادی از دور دوم گذشته بود، مغولستان جایگزین تیمور شرقی نشد.

## مرحله دوم
قرعه‌کشی دور دوم در تاریخ ۱۴ آوریل ۲۰۱۵ (۲۵ فروردین ۱۳۹۴) در کوالالامپور، مالزی برگزار گردید.

### سیدبندی
سیدبندی تیم‌های دور دوم بر طبق رده‌بندی جهانی فیفا در آوریل ۲۰۱۵ انجام گرفت.
۴۰ تیم در ۵ گلدان ۸ تیمی قرار گرفتند.
| گلدان ۱ | گلدان ۲ | گلدان ۳ | گلدان ۴ | گلدان ۵ |
| --- | --- | --- | --- | --- |
| - ایران (۴۰) - ژاپن (۵۰) - کرهٔ جنوبی (۵۷) - استرالیا (۶۳) - امارات متحدهٔ عربی (۶۸) - ازبکستان (۷۳) - چین (۸۲) - عراق (۸۶) | - عربستان سعودی (۹۵) - عمان (۹۷) - قطر (۹۹) - اردن (۱۰۳) - بحرین (۱۰۸) - ویتنام (۱۲۵) - سوریه (۱۲۶) - کویت (۱۲۷) | - افغانستان (۱۳۵) - فیلیپین (۱۳۹) - فلسطین (۱۴۰) - مالدیو (۱۴۱) - تایلند (۱۴۲) - تاجیکستان (۱۴۳) - لبنان (۱۴۴) - هند (۱۴۷) | - تیمور شرقی (۱۵۲) - قرقیزستان (۱۵۳) - کرهٔ شمالی (۱۵۷) - برمه (۱۵۸) - ترکمنستان (۱۵۹) - اندونزی (۱۵۹) - سنگاپور (۱۶۲) - بوتان (۱۶۳) | - مالزی (۱۶۴) - هنگ کنگ (۱۶۷) - بنگلادش (۱۶۷) - یمن (۱۷۰) - گوآم (۱۷۵) - لائوس (۱۷۸) - کامبوج (۱۷۹) - تایوان (۱۷۹) |

### گروه‌ها

#### گروه A
| تیم               | بازی | برد | مساوی | باخت | گل‌زده | گل‌خورده | تفاضل‌گل | امتیاز | دستاورد                           |
| ----------------- | ---- | --- | ----- | ---- | ----- | ------- | ------- | ------ | --------------------------------- |
| عربستان سعودی     | ۸    | ۶   | ۲     | ۰    | ۲۸    | ۴       | ۲۴+     | ۲۰     | مرحله سوم و جام ملت‌های آسیا       |
| امارات متحدهٔ عربی | ۸    | ۵   | ۲     | ۱    | ۲۷    | ۴       | ۲۳+     | ۱۷     | مرحله سوم و جام ملت‌های آسیا       |
| فلسطین            | ۸    | ۴   | ۲     | ۲    | ۲۴    | ۵       | ۱۹+     | ۱۴     | مرحله سوم انتخابی جام ملت‌های آسیا |
| مالزی             | ۸    | ۲   | ۰     | ۶    | ۷     | ۲۹      | ۲۲-     | ۶      | مرحله پلی‌آف جام ملت‌های آسیا       |
| تیمور شرقی        | ۸    | ۰   | ۰     | ۸    | ۰     | ۴۴      | ۴۴-     | ۰      | مرحله پلی‌آف جام ملت‌های آسیا       |

#### گروه B
| تیم       | بازی | برد | مساوی | باخت | گل‌زده | گل‌خورده | تفاضل‌گل | امتیاز | دستاورد                           |
| --------- | ---- | --- | ----- | ---- | ----- | ------- | ------- | ------ | --------------------------------- |
| استرالیا  | ۸    | ۷   | ۰     | ۱    | ۲۵    | ۴       | ۲۱+     | ۲۱     | مرحله سوم و جام ملت‌های آسیا       |
| اردن      | ۸    | ۵   | ۱     | ۲    | ۲۳    | ۱۰      | ۱۳+     | ۱۶     | مرحله سوم انتخابی جام ملت‌های آسیا |
| قرقیزستان | ۸    | ۴   | ۱     | ۳    | ۸     | ۷       | ۱+      | ۱۴     | مرحله سوم انتخابی جام ملت‌های آسیا |
| تاجیکستان | ۸    | ۲   | ۱     | ۵    | ۹     | ۱۵      | ۶-      | ۵      | مرحله حذفی جام ملت‌های آسیا        |
| بنگلادش   | ۸    | ۰   | ۱     | ۷    | ۵     | ۳۴      | ۲۹-     | ۱      | مرحله حذفی جام ملت‌های آسیا        |

#### گروه C
| تیم     | بازی | برد | مساوی | باخت | گل‌زده | گل‌خورده | تفاضل‌گل | امتیاز | دستاورد                           |
| ------- | ---- | --- | ----- | ---- | ----- | ------- | ------- | ------ | --------------------------------- |
| قطر     | ۸    | ۷   | ۰     | ۱    | ۲۹    | ۴       | ۲۵+     | ۲۱     | مرحله سوم و جام ملت‌های آسیا       |
| چین     | ۸    | ۵   | ۲     | ۱    | ۲۷    | ۱       | ۲۶+     | ۱۷     | مرحله سوم و جام ملت‌های آسیا       |
| هنگ کنگ | ۸    | ۴   | ۲     | ۲    | ۱۳    | ۵       | ۸+      | ۱۴     | مرحله سوم انتخابی جام ملت‌های آسیا |
| مالدیو  | ۸    | ۲   | ۰     | ۶    | ۸     | ۲۰      | ۱۲-     | ۶      | مرحله پلی‌آف جام ملت‌های آسیا       |
| بوتان   | ۸    | ۰   | ۰     | ۸    | ۵     | ۵۲      | ۴۷-     | ۰      | مرحله پلی‌آف جام ملت‌های آسیا       |

#### گروه D
| تیم       | بازی | برد | مساوی | باخت | گل‌زده | گل‌خورده | تفاضل‌گل | امتیاز | دستاورد                           |
| --------- | ---- | --- | ----- | ---- | ----- | ------- | ------- | ------ | --------------------------------- |
| ایران     | ۸    | ۶   | ۲     | ۰    | ۲۶    | ۳       | ۲۳+     | ۲۰     | مرحله سوم و جام ملت‌های آسیا       |
| عمان      | ۸    | ۴   | ۲     | ۲    | ۱۱    | ۷       | ۴+      | ۱۴     | مرحله سوم انتخابی جام ملت‌های آسیا |
| ترکمنستان | ۸    | ۴   | ۱     | ۳    | ۱۰    | ۱۱      | ۱-      | ۱۳     | مرحله سوم انتخابی جام ملت‌های آسیا |
| گوآم      | ۸    | ۲   | ۱     | ۵    | ۳     | ۱۶      | ۱۳-     | ۷      | مرحله سوم انتخابی جام ملت‌های آسیا |
| هند       | ۸    | ۱   | ۰     | ۷    | ۵     | ۱۸      | ۱۳-     | ۳      | مرحله پلی‌آف جام ملت‌های آسیا       |

#### گروه E
| تیم       | بازی | برد | مساوی | باخت | گل‌زده | گل‌خورده | تفاضل‌گل | امتیاز | دستاورد                           |
| --------- | ---- | --- | ----- | ---- | ----- | ------- | ------- | ------ | --------------------------------- |
| ژاپن      | ۸    | ۷   | ۱     | ۰    | ۲۷    | ۰       | ۲۷+     | ۲۲     | مرحله سوم و جام ملت‌های آسیا       |
| سوریه     | ۸    | ۶   | ۰     | ۲    | ۲۶    | ۱۱      | ۱۵+     | ۱۸     | مرحله سوم و جام ملت‌های آسیا       |
| سنگاپور   | ۸    | ۳   | ۱     | ۴    | ۹     | ۹       | ۰       | ۱۰     | مرحله سوم انتخابی جام ملت‌های آسیا |
| افغانستان | ۸    | ۳   | ۰     | ۵    | ۸     | ۲۴      | ۱۶-     | ۹      | مرحله سوم انتخابی جام ملت‌های آسیا |
| کامبوج    | ۸    | ۰   | ۰     | ۸    | ۱     | ۲۷      | ۲۶-     | ۰      | مرحله پلی‌آف جام ملت‌های آسیا       |

#### گروه F
| تیم     | بازی | برد | مساوی | باخت | گل‌زده | گل‌خورده | تفاضل‌گل | امتیاز | دستاورد                           |
| ------- | ---- | --- | ----- | ---- | ----- | ------- | ------- | ------ | --------------------------------- |
| تایلند  | ۶    | ۴   | ۲     | ۰    | ۱۴    | ۶       | ۸+      | ۱۴     | مرحله سوم و جام ملت‌های آسیا       |
| عراق    | ۶    | ۳   | ۳     | ۰    | ۱۳    | ۶       | ۷+      | ۱۲     | مرحله سوم و جام ملت‌های آسیا       |
| ویتنام  | ۶    | ۲   | ۱     | ۳    | ۷     | ۸       | ۱-      | ۷      | مرحله سوم انتخابی جام ملت‌های آسیا |
| تایوان  | ۶    | ۰   | ۰     | ۶    | ۵     | ۱۹      | ۱۴-     | ۰      | مرحله پلی‌آف جام ملت‌های آسیا       |
| اندونزی | ۰    | ۰   | ۰     | ۰    | ۰     | ۰       | ۰       | ۰      | تعلیق از سوی فیفا                 |

#### گروه G
| تیم       | بازی | برد | مساوی | باخت | گل‌زده | گل‌خورده | تفاضل‌گل | امتیاز | دستاورد                           |
| --------- | ---- | --- | ----- | ---- | ----- | ------- | ------- | ------ | --------------------------------- |
| کرهٔ جنوبی | ۸    | ۸   | ۰     | ۰    | ۲۷    | ۰       | ۲۷+     | ۲۴     | مرحله سوم و جام ملت‌های آسیا       |
| لبنان     | ۸    | ۳   | ۲     | ۳    | ۱۲    | ۶       | ۶+      | ۱۱     | مرحله سوم انتخابی جام ملت‌های آسیا |
| کویت      | ۸    | ۳   | ۱     | ۴    | ۱۲    | ۱۰      | ۲+      | ۱۰     | مرحله سوم انتخابی جام ملت‌های آسیا |
| برمه      | ۸    | ۲   | ۲     | ۴    | ۹     | ۲۱      | ۱۲-     | ۸      | مرحله سوم انتخابی جام ملت‌های آسیا |
| لائوس     | ۸    | ۱   | ۱     | ۶    | ۶     | ۲۹      | ۲۳-     | ۴      | مرحله پلی‌آف جام ملت‌های آسیا       |

#### گروه H
| تیم       | بازی | برد | مساوی | باخت | گل‌زده | گل‌خورده | تفاضل‌گل | امتیاز | دستاورد                           |
| --------- | ---- | --- | ----- | ---- | ----- | ------- | ------- | ------ | --------------------------------- |
| ازبکستان  | ۸    | ۷   | ۰     | ۱    | ۲۰    | ۷       | ۱۳+     | ۲۱     | مرحله سوم و جام ملت‌های آسیا       |
| کرهٔ شمالی | ۸    | ۵   | ۱     | ۲    | ۱۴    | ۸       | ۶+      | ۱۶     | مرحله سوم انتخابی جام ملت‌های آسیا |
| فیلیپین   | ۸    | ۳   | ۱     | ۴    | ۸     | ۱۲      | ۴-      | ۱۰     | مرحله سوم انتخابی جام ملت‌های آسیا |
| بحرین     | ۸    | ۳   | ۰     | ۵    | ۱۰    | ۱۰      | ۰       | ۹      | مرحله سوم انتخابی جام ملت‌های آسیا |
| یمن       | ۸    | ۱   | ۰     | ۷    | ۲     | ۱۷      | ۱۵-     | ۳      | مرحله پلی‌آف جام ملت‌های آسیا       |

### جدول رده‌بندی تیم‌های دوم
| تیم               | بازی | برد | مساوی | باخت | گل‌زده | گل‌خورده | تفاضل‌گل | امتیاز | دستاورد                           |
| ----------------- | ---- | --- | ----- | ---- | ----- | ------- | ------- | ------ | --------------------------------- |
| عراق              | ۶    | ۳   | ۳     | ۰    | ۱۳    | ۶       | ۷+      | ۱۲     | مرحله سوم و جام ملت‌های آسیا       |
| سوریه             | ۶    | ۴   | ۰     | ۲    | ۱۴    | ۱۱      | ۳+      | ۱۲     | مرحله سوم و جام ملت‌های آسیا       |
| امارات متحدهٔ عربی | ۶    | ۳   | ۲     | ۱    | ۱۶    | ۴       | ۱۲+     | ۱۱     | مرحله سوم و جام ملت‌های آسیا       |
| چین               | ۶    | ۳   | ۲     | ۱    | ۹     | ۱       | ۸+      | ۱۱     | مرحله سوم و جام ملت‌های آسیا       |
| کرهٔ شمالی         | ۶    | ۳   | ۱     | ۲    | ۱۰    | ۸       | ۲+      | ۱۰     | مرحله سوم انتخابی جام ملت‌های آسیا |
| اردن              | ۶    | ۳   | ۱     | ۲    | ۹     | ۷       | ۲+      | ۱۰     | مرحله سوم انتخابی جام ملت‌های آسیا |
| عمان              | ۶    | ۲   | ۲     | ۲    | ۶     | ۶       | ۰       | ۸      | مرحله سوم انتخابی جام ملت‌های آسیا |
| لبنان             | ۶    | ۱   | ۲     | ۳    | ۳     | ۶       | ۳-      | ۵      | مرحله سوم انتخابی جام ملت‌های آسیا |

## مرحله سوم

### گروه‌بندی
گروه‌بندی ۱۲ تیم مرحله سوم براساس رده‌بندی آوریل ۲۰۱۶ فیفا مشخص شده و در ۶ گلدان دو تیمی قرار داده شده‌اند.
| گلدان ۱                    | گلدان ۲                    | گلدان ۳                            | گلدان ۴                           | گلدان ۵               | گلدان ۶                    |
| -------------------------- | -------------------------- | ---------------------------------- | --------------------------------- | --------------------- | -------------------------- |
| ایران (۴۲) · استرالیا (۵۰) | کرهٔ جنوبی (۵۶) · ژاپن (۵۷) | عربستان سعودی (۶۰) · ازبکستان (۶۶) | امارات متحدهٔ عربی (۶۸) · چین (۸۱) | قطر (۸۳) · عراق (۱۰۵) | سوریه (۱۱۰) · تایلند (۱۱۹) |